# Mathieu Hermans
Mathieu Hermans (Goirle, Brabant del Nord, 9 de gener de 1963) va ser un ciclista neerlandès, que fou professional entre 1985 i 1993. Excel·lent esprínter, durant la seva carrera professional aconseguí una setantena de victòries, destacant 9 etapes de la Volta a Espanya i una al Tour de França.
El 20 de juny del 2022 es va publicar el seu llibre en castellà Mathieu Hermans. A contracorriente.

## Palmarès
- 1981
  - 1r al Gran Premi Rüebliland
- 1983
  - Vencedor de 2 etapes al Tríptic de les Ardenes
- 1984
  - 1r al Ciclocròs d'Igorre
- 1985
  - 1r al Premi de Salamanca
- 1986
  - Vencedor d'una etapa del Tour de Romandia
  - Vencedor de 2 etapes de la Volta a Aragó
  - 1r al Premi de Kruiningen
  - 1r al Premi de Dongen
  - 1r al Premi de Langendijk
- 1987
  - 1r a la París-Camembert
  - Vencedor de 3 etapes de la Volta a la Comunitat Valenciana
  - Vencedor d'una etapa de la Volta als Països Baixos
- 1988
  - 1r al Trofeu Masferrer
  - 1r al Gran Premi d'Albacete
  - 1r al Gran Premi de San Froilan
  - 1r al Premi de Maastricht
  - 1r al Premi de Wouw
  - 1r al Premi d'Oostvoorne
  - 1r al Premi d'Haaften
  - Vencedor de 6 etapes de la Volta a Espanya
  - Vencedor de 4 etapes de la Volta a Múrcia
  - Vencedor de 3 etapes de la Setmana Catalana
  - Vencedor de 2 etapes de la Volta a la Comunitat Valenciana
  - Vencedor d'una etapa de la Volta a Catalunya
  - Vencedor d'una etapa de la Volta als Països Baixos
- 1989
  - 1r al Trofeu Luis Puig
  - 1r al Premi de Pijnacker
  - 1r al Premi de Varik
  - Vencedor de 3 etapes de la Volta a Espanya
  - Vencedor d'una etapa del Tour de França
  - Vencedor d'una etapa de la Volta a Catalunya
  - Vencedor d'una etapa de la Volta a Luxemburg
- 1990
  - Vencedor d'una etapa de la Volta a Catalunya
  - Vencedor d'una etapa de la Volta a la Comunitat Valenciana
  - Vencedor d'una etapa de la Setmana Catalana
- 1991
  - 1r al Premi d'Aalsmeer
  - Vencedor d'una etapa de la Volta a Catalunya
  - Vencedor d'una etapa de la Setmana Catalana
  - Vencedor d'una etapa de la Volta a Astúries
- 1992
  - 1r a la Clàssica de Sabiñánigo
  - 1r al Circuit de Getxo
  - Vencedor d'una etapa de la Setmana Catalana
  - Vencedor d'una etapa de la Volta a Múrcia
  - Vencedor d'una etapa de la Volta a Galícia

### Resultats al Tour de França
- 1986. Abandona (17a etapa)
- 1987. 135è de la classificació general
- 1988. 147è de la classificació general
- 1989. 138è de la classificació general. Vencedor d'una etapa
- 1990. Fora de control (5a etapa)

### Resultats a la Volta a Espanya
- 1985. 67è de la classificació general
- 1988. 106è de la classificació general
- 1989. 140è de la classificació general
- 1991. 115è de la classificació general. Vencedor d'una etapa
- 1992. Abandona
- 1993. Abandona